# Orèades
Les orèades (en grec antic Ὀρεάδες), orestíades o orodemníades van ésser nimfes que protegeixen les muntanyes, d'acord amb la mitologia grega, i acompanyaven Àrtemis (o Diana). Segons Estrabó hi havia cinc orèades mentre que Virgili, a l'Eneida, parla de mil orèades seguint a Diana. Entre les més conegudes trobem Eco (muntanyes de Citeró), Cal·listo (transformada en l'Ossa Major) o Britomarte (mont Dikti).
Solen viure a les muntanyes però, de vegades, les nimfes caçadores podien trobar-se a altres indrets, com per exemple a les grutes de les nimfes dels rius i del mar, en escrits de Virgili. Formen part de la vida dels déus i dels humans. Són mortals, però viuen de l'ordre de milers d'anys. S'alimenten d'ambrosia, com els déus, i pot ser aquesta la causa de la seva llarga vida, i també de castanyes, glans i mel, sent els primers mortals que van deixar de menjar carn d'altres mortals, i en particular carn d'humans. Hi ha diferents opinions dels seus orígens, segons els autors, sent una de les més esteses que són «filles de Zeus» o del seu equivalent romà Júpiter. Segons Homer tenen el mateix origen que les nàiades. Són educadores d'alguns déus, com per exemple Bacus, a qui acompanyen sempre als seus seguicis. Ballen a les muntanyes i les roques, vessant i fent créixer els dons de Bacus i de Ceres (Vegeu també Bacants).
Tenen cura de les muntanyes, els terrenys salvatges, els boscos, els arbres i de vegades els animals feréstecs, que també poden caçar. No s'ocupen en canvi dels animals domèstics ni dels pastors. Són estimades i acompanyades per Hermes i els sàtirs. Els antics grecs pensaven que cada element, herba, arrel, fruit de l'arbre o de la terra, entre d'altres, tenia una divinitat pròpia, de manera que algunes tenen noms diferents segons el nom propi de la muntanya o del llac que protegeixen, per exemple, o també segons cada element de la natura. Així, per exemple, les orèades o orestíades podien referir-se específicament a les muntanyes, les dríades als boscos i selves i les hamadríades a un arbre en particular, naixent i morint amb ell.